# Elle Purrier St. Pierre
Elinor « Elle » Purrier St. Pierre (née le 20 février 1995 à Montgomery Center) est une athlète américaine, spécialiste des courses de demi-fond.

## Biographie
Elle participe en 2021 au 1 500 mètres des Jeux olympiques de Tokyo et se classe 10e de la finale.
En 2022, elle remporte la médaille d'argent du 3 000 mètres lors des championnats du monde en salle de Belgrade, devancée par l’Éthiopienne Lemlem Hailu.
Aux championnats du monde en salle disputés en mars 2024 à Glasgow, un an après avoir donné naissance à son enfant, elle remporte le titre du 3 000 m en s'imposant dans le temps de 8 min 20 s 87, nouveau record des championnats et nouveau record d'Amérique du Nord, d'Amérique centrale et des Caraïbes d'athlétisme.

## Palmarès
| Date | Compétition                    | Lieu     | Résultat | Épreuve | Marque        |
| ---- | ------------------------------ | -------- | -------- | ------- | ------------- |
| 2021 | Jeux olympiques                | Tokyo    | 10e      | 1 500 m | 4 min 1 s 75  |
| 2022 | Championnats du monde en salle | Belgrade | 2e       | 3 000 m | 8 min 42 s 04 |
| 2024 | Championnats du monde en salle | Glasgow  | 1re      | 3 000 m | 8 min 20 s 87 |
| 2024 | Jeux olympiques                | Paris    | 8e       | 1 500 m | 3 min 57 s 52 |

## Records
| Épreuve      | Performance        | Lieu     | Date            |
| ------------ | ------------------ | -------- | --------------- |
| 1 500 m      | 3 min 55 s 99      | Eugene   | 30 juin 2024    |
| Mile         | 4 min 16 s 41      | New York | 11 février 2024 |
| 3 000 m      | 8 min 20 s 87 (AR) | Glasgow  | 2 mars 2024     |
| Piste courte |                    |          |                 |
| 1 500 m      | 4 min 0 s 20       | New York | 8 février 2020  |
| Mile         | 4 min 16 s 41 (AR) | New York | 11 février 2024 |
| 3 000 m      | 8 min 20 s 87 (AR) | Glasgow  | 2 mars 2024     |